# 花田実咲のG'Anime station
花田実咲のG'Anime station（はなだみさきのジー・アニメ・ステーション）は、エフエム北海道で放送されている音楽番組。Radiko等の番組表上では「花田実咲のG'anime station」とも表記される。

## 概要
花田実咲が最新のアニメ情報や北海道に縁のあるアニメ作品やアニメソング歌手の情報、自身が最近見たアニメなどを紹介するアニメソング専門番組。Xでは公式ハッシュタグ「#ジーアニ」を用いて感想を受け付け番組内でも紹介され、7月からは公式アカウント「G_anime_station」を開設し放送終了後に花田のコメント動画も投稿される。

## パーソナリティ
- 花田実咲

## 放送時間
- 木曜1:00 - 1:30（水曜深夜25:00 - 25:30[1]

## 主なコーナー
- メッセージテーマ[2]
  - 月替りのテーマでメッセージを募集・紹介する。各月のテーマは前月の最終週に発表する[3]。
    - 2025年4月：はじめまして!
    - 5月：一気見![4]
    - 6月：癒やし[5]
    - 7月：夏[6]
    - 8月：冒険[7]
- 北アニ![2]
  - 北海道ゆかりのアニメ作品を紹介する。
- ○○メドレー♪[2]
  - 1つのテーマに沿って選曲したアニメソングを複数紹介する。
- ○○アニメ特集[2]
  - 1つのテーマに沿ったアニメ作品を紹介するとともに関連したアニメソングも選曲する。
- 花田を深掘れダイストーク
  - 花田が6面体サイコロを振り、出目の数字毎に指定されたアニメ関連のテーマでトークを展開する。2025年7月17日開始。トークテーマは当初はディレクターのSが考案したが、この他リスナーからの質問も番組Xタグにて募集する。

## ゲスト
2025年
- 5月22日 Lalami[8]

## メッセージゲスト
2025年
- 5月29日 岬なこ・絵森彩（Liella!）[9]
- 7月24日 梶原岳人[10]
- 8月13日 青山なぎさ[11]